# Agnes Adler

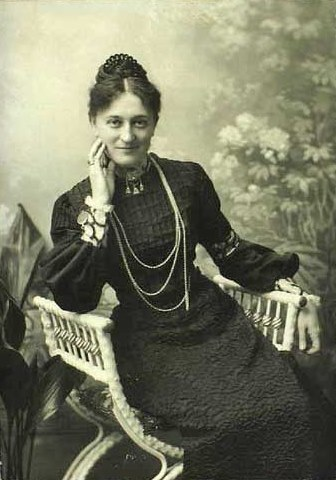
Agnes Adler, 1910

Agnes Charlotte Dagmar Adler, geborene Hansen (19. Februar 1865 in Kopenhagen – 11. Oktober 1935 ebenda) war eine dänische Pianistin und Musikpädagogin.

## Herkunft
Agnes Adler wurde in eine Musikerfamilie hinein geboren. Ihr Vater Carl Emilius Hansen (1834–1910) war Cellist im Orchester des Musikvereins und Musiklehrer, ihre Mutter Charlotte Rebekka Petersen (1833–1904). Die Schwester des Vaters Louise Amalie Hansen (1828–1879), verheiratete Hasselriis, war eine stark gefeierte und weitgereiste Pianistin und Violinistin, die unter anderem mit Konzerten in Det Kongelige Teater in Kopenhagen in den Jahren 1848 bis 1849 auftrat.

## Leben

### Ausbildung
Der Vater führte sowohl Agnes als auch den fünf Jahre älteren Bruder Emil Robert-Hansen früh in die Karriere eines Musikers ein. So spielte sie im Alter von acht Jahren zum ersten Mal öffentlich bei einem Konzert im Festsaal des Studentenvereins mit ihrem Vater und ihrem Bruder Emil im Jahr 1873. Sowohl Agnes als auch ihr Bruder Emil wurden als Wunderkinder bezeichnet und gaben in den folgenden Jahren viele Konzerte. Agnes erhielt Privatunterricht von dem norwegischen Pianisten Edmund Neupert (1842–1888) bevor sie in 1879 bei Det Kongelige Danske Musikkonservatorium einen Stipendiumsplatz erhielt, wo sie zwei Jahre lang bei Edvard Helsted (1816–1900) Klavier studierte. Von hier aus debütierte sie im Jahr 1882 mit Mendelssohns Klavierkonzert unter der Leitung von Niels Wilhelm Gade im Musikverein Kopenhagen.

### Kammermusikerin
Außerdem spielte sie in der Konzertvereinigung unter dem dänischen Komponisten Otto Malling (1848–1915), und ab 1890 trat sie regelmäßig im Kammermusikverein und später im Privaten Kammermusikverein auf. Als junge Frau spielte sie bei einem seiner Konzertbesuche in Kopenhagen für den russischen Pianisten Anton Rubinstein (1929–1894), nahm jedoch sein Angebot nicht an, ihr zu einer internationalen Karriere zu verhelfen. Vom Soloauftritt in jungen Jahren wurde ihre Konzerttätigkeit immer mehr von der Kammermusik beeinflusst. Ihre Freude am Spielen dieser Musik war legendär und ihre musikalischen Fähigkeiten schienen grenzenlos. Selbst schwierige Klavierstimmen spielte sie tadellos vom Blatt. Der dänische Komponist Fini Henriques (1867–1940) charakterisierte sie als die größte Musikerin, die er in seinem Leben kennengelernt hatte. Als junge Solistin konnte sie ein wenig kühl und zurückhaltend wirken, doch in der Kammermusik brachte sie ihrem temperamentvollen Temperament und ihren warmen menschlichen Qualitäten nach und nach immer mehr Ausdruck.
Agnes Adler prägte als Kammermusikerin und Musikpädagogin ein Leben lang die Kopenhagener Musikszene, während ihr Bruder Emil Robert Hansen ein bekannter Cellist wurde.
Seit dem Jahr 1914 begann Agnes Adler mit dem Cellisten Louis Jensen und dem Geiger Peder Møller in einem Trio zu spielen, das unter ihrem Namen bekannt wurde. Zu dieser Zeit gab es in Dänemark keine festen professionellen Kammermusikensembles, und das Trio Agnes Adler war das erste seiner Art. Das Trio hatte keine Ambitionen auf eine internationale Karriere, daher profitierte neben ihren Auftritten in Schweden nur die dänische Musikszene von ihrer großen Kapazität. Agnes Adler spielte auch in vielen anderen Kammermusikkontexten und wurde häufig als Begleiterin bei Solokonzerten eingesetzt. Es war in diesem Zusammenhang üblich, Solokonzerte mit Orchesterbegleitung als Klavierauszug aufzuführen, und sie wurde in Kritiken als das beste „Orchester“ Kopenhagens bezeichnet. Als die dänische Klavierfirma Hornung & Møller im Jahr 1927 ihren 100. Geburtstag mit einem großen Konzert im großen Saal des Odd-Fellow-Palais mit der Königlichen Kapelle Kopenhagen (dänisch Det Kongelige Kapel), dirigiert von Georg Høeberg, traten die beiden prominenten Pianistinnen Agnes Adler und Johanne Stockmarr (1869–1944) am Flügel auf.
Agnes Adler kann als das erste dänische Vorbild für Pianistinnen angesehen werden. Sie trat fast 60 Jahre lang in der Öffentlichkeit auf, unterrichtete über 30 Jahre und ihre Beziehungen zu Kollegen, Studenten, Publikum und Presse waren frei von Misstönen.

### Musikpädagogin
Ein ebenso wichtiger Aspekt der musikalischen Arbeit von Agnes Adler war ihre Lehrtätigkeit. Von 1900 bis 1932 war sie als Lehrerin am Konservatorium für Musik angestellt, und bis zur Gründung des Agnes Adler-Trios war ihre Konzerttätigkeit in den Hintergrund getreten. Sie unterrichtete ca. 20 Stunden pro Woche mit drei Schülern pro Stunde. Außerdem hatte sie viele private Schüler und bildete so mehrere hundert Pianisten aus, von denen viele das Konzertleben und noch mehr die allgemeine Klavierpädagogik für Kinder prägten. Agnes Adler unterrichtete gerne viel, und neben dem großen klassischen Repertoire verwendete sie viel neue nordische Musik in ihrem Unterricht, darunter Werke der Komponisten Niels Wilhelm Gade, Edvard Grieg, Otto Malling, Emil Sjögren, Alf Hurum und V. Sommerfelt. Zu ihren bekanntesten Schülern zählten Ellen Margrethe Jørgensen, Sara Gilbert, Esther Vagning, Rudolph Simonsen und Ove Peters.

### Privat
Sie heiratete den Händler Siegfried Adolph Adler (* 1. September 1838 in Randers; † 25. Mai 1910 in Kopenhagen), Sohn des Hutmachers Adolph Adler und seiner Frau Caroline Hartvig am 31. Mai 1892. Ein Jahr nach der Geburt der Tochter Sigrid im Jahr 1895 wurde das Ehepaar 1896 geschieden.
Agnes Adler ist begraben auf dem Friedhof Gentofte Kirkegård in Kopenhagen. Die Grabstelle ist inzwischen eingeebnet und existiert nicht mehr.

## Auszeichnungen
- 1923: (26. März) von König Christian X. von Dänemark wird sie mit der dänischen Verdienstmedaille Ingenio et arti ausgezeichnet.[5]
- 1923: nach 50 Jahren Konzerttätigkeit, wurde Agnes Adler Ehrenmitglied des Kammermusikvereins und des Privaten Kammermusikvereins
- 1928: Wissenschafts- und Kulturpreis Tagea Brandts Rejselegat
- 1931: erleidet sie eine Gehirnblutung und muss deshalb ihre Auftritte aufgeben, trotzdem wird sie Ehrenmitglied der Konzerte des Kammermusikvereins. Weibliche Ehrenmitglieder hatten Zutritt, obwohl die Mitgliedschaft im Verein sonst Männern vorbehalten war.